# Polaritó de plasmó superficial
Els polaritons de plasmó superficials (SPP) són ones electromagnètiques que viatgen al llarg d'una interfície metall-dielèctrica o metall-aire, pràcticament en la freqüència infraroja o visible. El terme "plasmó de superfície polariton" explica que l'ona implica tant moviment de càrrega en el metall ("plasmó superficial") com ones electromagnètiques a l'aire o dielèctric ("polariton").
Són un tipus d'ona superficial, guiada al llarg de la interfície de la mateixa manera que la llum pot ser guiada per una fibra òptica. Els SPP tenen una longitud d'ona més curta que la llum al buit a la mateixa freqüència (fotons). Per tant, els SPP poden tenir un impuls i una intensitat de camp local més elevats. Perpendiculars a la interfície, tenen un confinament d'escala de sublongitud d'ona. Un SPP es propagarà al llarg de la interfície fins que la seva energia es perd per absorció en el metall o per dispersió en altres direccions (com ara a l'espai lliure).

L'aplicació de SPP permet l'òptica de sublongitud d'ona en microscòpia i fotolitografia més enllà del límit de difracció. També permet la primera mesura micromecànica en estat estacionari d'una propietat fonamental de la pròpia llum: l'impuls d'un fotó en un medi dielèctric. Altres aplicacions són l'emmagatzematge de dades fotòniques, la generació de llum i la biofotònica.

## Excitació
Els SPP poden ser excitats tant per electrons com per fotons. L'excitació dels electrons es crea disparant electrons a la major part d'un metall. A mesura que els electrons es dispersen, l'energia es transfereix al plasma a granel. El component del vector de dispersió paral·lel a la superfície dóna lloc a la formació d'un polaritó plasmó superficial.
Perquè un fotó exciti un SPP, tots dos han de tenir la mateixa freqüència i moment. Tanmateix, per a una freqüència determinada, un fotó d'espai lliure té menys impuls que un SPP perquè els dos tenen relacions de dispersió diferents (vegeu més avall). Aquest desajust d'impuls és el motiu pel qual un fotó d'espai lliure de l'aire no pot acoblar-se directament a un SPP. Per la mateixa raó, un SPP sobre una superfície metàl·lica llisa no pot emetre energia com a fotó d'espai lliure al dielèctric (si el dielèctric és uniforme). Aquesta incompatibilitat és anàloga a la manca de transmissió que es produeix durant la reflexió interna total.
No obstant això, l'acoblament de fotons en SPP es pot aconseguir mitjançant un medi d'acoblament com un prisma o una reixa per fer coincidir els vectors d'ona de fotons i SPP (i, per tant, coincidir amb el seu moment). Un prisma es pot col·locar contra una pel·lícula metàl·lica fina en la configuració de Kretschmann o molt a prop d'una superfície metàl·lica en la configuració Otto (figura 1). Un acoblador de reixeta coincideix amb els vectors d'ona augmentant el component del vector d'ona paral·lel en una quantitat relacionada amb el període de reixeta (figura 2). Aquest mètode, tot i que s'utilitza amb menys freqüència, és fonamental per a la comprensió teòrica de l'efecte de la rugositat superficial. A més, els defectes superficials aïllats simples com una ranura, una escletxa o una ondulació en una superfície d'una altra manera plana proporcionen un mecanisme pel qual la radiació de l'espai lliure i els SP poden intercanviar energia i, per tant, acoblar-se.

## Animacions

El camp elèctric (camp E) d'un SPP a la interfície plata-aire, a la freqüència on la longitud d'ona de l'espai lliure és 370 nm. L'animació mostra com el camp E varia al llarg d'un cicle òptic. La permisivitatde la plata a aquesta freqüència és(−2.6 + 0.6i). La imatge és(0.3 × 370 nm)de diàmetre horitzontal; la longitud d'ona SPP és molt més petita que la longitud d'ona de l'espai lliure.
El camp E d'un SPP a la interfície plata-aire, a una freqüència molt més baixa corresponent a una longitud d'ona d'espai lliure de 10 μm. A aquesta freqüència, la plata és comporta aproximadament com un conductor elèctric perfecte, i el SPP s'anomena ona de Sommerfeld-Zenneck, amb gairebé la mateixa longitud d'ona que la longitud d'ona de l'espai lliure. La permisivitat de la plata a aquesta freqüència és (−2700 + 1400i). La imatge és 6 μm de llarg horitzontal.

## Aplicacions experimentals
Els sistemes nanofabricats que exploten SPP demostren potencial per dissenyar i controlar la propagació de la llum a la matèria. En particular, els SPP es poden utilitzar per canalitzar la llum de manera eficient en volums a escala nanomètrica, donant lloc a una modificació directa de les propietats de dispersió de la freqüència de ressonància (reduint substancialment la longitud d'ona de la llum i la velocitat dels polsos de llum, per exemple), així com millores de camp adequades per permetre fortes interaccions amb materials no lineals. La sensibilitat millorada resultant de la llum als paràmetres externs (per exemple, un camp elèctric aplicat o la constant dielèctrica d'una capa molecular adsorbida) mostra una gran promesa per a aplicacions en detecció i commutació.

## Materials utilitzats
Els polaritons de plasmó superficials només poden existir a la interfície entre un material de permisivitat positiva i un material de permisivitat negativa. El material de permisivitat positiva, sovint anomenat material dielèctric, pot ser qualsevol material transparent com l'aire o (per a la llum visible) el vidre. El material de permisivitat negativa, sovint anomenat material plasmònic, pot ser un metall o un altre material. És més crític, ja que tendeix a tenir un gran efecte sobre la longitud d'ona, la longitud d'absorció i altres propietats de l'SPP. A continuació es comenten alguns materials plasmònics.